# Clàssico Mineiro
Le Clàssico Mineiro est le derby de football le plus important de l'Etat du Minas Gerais et l'un des plus grands du football brésilien, entre Clube Atlético Mineiro et Cruzeiro Esporte Clube, les principaux clubs de la ville de Belo Horizonte et deux des plus grands du Brésil.

## Histoire
L'Atlético Mineiro a été fondée au début du XXe siècle, le 25 mars 1908. Cruzeiro a été fondée 13 ans plus tard, le 2 janvier 1921, au sein de la communauté italienne de Belo Horizonte, sous le nom de Palestra Itália. En 1942, en raison de l'inimitié entre le Brésil et l'Italie pendant la Seconde Guerre mondiale, Palestra dut changer son nom en Cruzeiro.
Le premier derby eut lieu le 17 avril 1921, avec une victoire de Palestra 3-0. Le premier match officiel entre les deux fut une victoire 2-1 de l'Atlético, le 15 mai 1921.
La plus grande victoire de l'Atlético Mineiro dans l'histoire du Clássico a eu lieu le 27 novembre 1927, dans un match de Campeonato Mineiro. le Galo, invaincu cette saison-là, a battu Palestra Itália 9-2 et a remporté son troisième titre de champion.
La plus grande victoire du Cruzeiro Clássico a eu lieu le 4 décembre 2011, lors de la dernière manche du Championnat du Brésil. S'ils étaient vaincus, le Raposa pourrait être relégué pour la première fois de son histoire, mais ils ont battu l'Atlético 6-1 à l'Arena do Jacaré.
Après que l'Atlético ait remporté la Copa Libertadores 2013 et la Recopa Sudamericana 2014, et que Cruzeiro ait remporté le Championnat du Brésil en 2013 et 2014, les deux rivaux se sont qualifiés pour la finale de la Coupe du Brésil 2014. C'était la première fois qu'une finale de tournoi au niveau national mettait en vedette les deux clubs de Belo Horizonte. Le premier match a eu lieu à l'Arena Independência et l'Atlético a gagné 2-0. Lors du deuxième match, Cruzeiro était l'équipe locale à Mineirão et le Galo a de nouveau gagné, par 1-0, étant couronné champion de la compétition pour la première fois.

## Statistiques
| Compétition                       | Matchs | Victoires de Atlético | Matchs nuls | Victoires de Cruzeiro | Buts pour Atlético | Buts pour Cruzeiro |
| --------------------------------- | ------ | --------------------- | ----------- | --------------------- | ------------------ | ------------------ |
| Copa de Oro Nicolás Leoz          | 1      | 0                     | 1           | 0                     | 0                  | 0                  |
| Championnat du Brésil(1)          | 75     | 28                    | 24          | 23                    | 96                 | 92                 |
| Coupe du Brésil                   | 4      | 3                     | 0           | 1                     | 5                  | 3                  |
| Torneio dos Campeões              | 2      | 0                     | 2           | 0                     | 2                  | 2                  |
| Torneio Heleno Nunes              | 1      | 0                     | 0           | 1                     | 2                  | 4                  |
| Primeira Liga                     | 1      | 0                     | 0           | 1                     | 0                  | 1                  |
| Copa Sul-Minas                    | 5      | 0                     | 4           | 1                     | 5                  | 7                  |
| Copa Dener                        | 1      | 0                     | 0           | 1                     | 0                  | 1                  |
| Championnat du Minas Gerais(2)    | 284    | 117                   | 73          | 94                    | 375                | 311                |
| Supercampeonato Mineiro           | 1      | 0                     | 0           | 1                     | 0                  | 1                  |
| Taça Minas Gerais                 | 6      | 4                     | 0           | 2                     | 8                  | 8                  |
| Copa dos Campeões Mineiros        | 3      | 0                     | 0           | 3                     | 3                  | 11                 |
| Taça Belo Horizonte               | 4      | 0                     | 3           | 1                     | 3                  | 5                  |
| Copa Belo Horizonte               | 3      | 2                     | 1           | 0                     | 6                  | 2                  |
| Jeux et compétitions amicaux(3) , | 119    | 47                    | 29          | 43                    | 208                | 198                |
| Total                             | 510    | 201                   | 137         | 172                   | 713                | 646                |

(1)Comprend des jeux valables pour le « Torneio Roberto Gomes Pedrosa ».
(2)Comprend les jeux de l'époque où la compétition s'appelait « Campeonato da Cidade » et les jeux de la phase éteinte appelée « Torneio Eliminatório ».
(3)Les matchs de la « Copa BH-Juiz de Fora », de la « Copa Bimbo » et de la « Coupe du Centenaire de Belo Horizonte » sont considérés comme des matchs amicaux.